# Mediorhynchus kuntzi
Mediorhynchus kuntzi är en hakmaskart som beskrevs av Ward 1960. Mediorhynchus kuntzi ingår i släktet Mediorhynchus och familjen Giganthorhynchidae. Inga underarter finns listade i Catalogue of Life.